# Leo Genn
Leo John Genn (Londres, 9 de agosto de 1905-Londres, 26 de enero de 1978) fue un actor británico de teatro, cine y televisión. Distinguido por su relajado encanto y su suave voz de "terciopelo negro", tuvo una larga carrera en teatro, cine, televisión y radio; a menudo interpretando papeles aristocráticos o de caballero, sofisticados.

## Primeros años y familia
Genn nació en 144 Kyverdale Road, Stamford Hill, Hackney, Londres, hijo de padres judíos, Woolfe (William) Genn y Rachel Genn (de soltera Asserson).
Genn asistió a la City of London School, donde obtuvo becas en clásicas y matemáticas, y estudió Derecho en el St Catharine's College de Cambridge, donde llegó a ser capitán de los equipos de fútbol y tenis. Siguió estudiando en el Middle Temple, donde obtuvo el título de abogado en 1928. Finalmente, dejó de ejercer como abogado tras servir como fiscal adjunto en los juicios de guerra de Belsen.

## Carrera cinematográfica
El primer papel cinematográfico de Genn fue como Shylock en Immortal Gentleman (1935), una biografía de Shakespeare. Douglas Fairbanks Jr. contrató a Genn como asesor técnico en la película Acusado (1936). Posteriormente le dieron un pequeño papel en la película por su "espléndida voz y presencia". Genn obtuvo otro pequeño papel en The Drum (1938), de Alexander Korda, y fue el joven que bailó con Eliza Doolittle en el baile de la duquesa en Pygmalion, película realizada ese mismo año, aunque no fue acreditado.

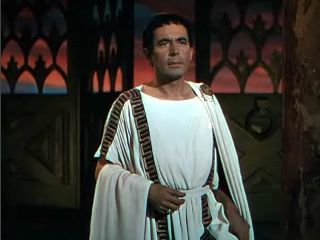
Captura de pantalla de Leo Genn en el tráiler de la película Quo Vadis

Genn participó en numerosas películas, tanto de cine como de televisión, generalmente en papeles secundarios. Adquirió renombre por su participación en películas como Quo vadis?, en la que interpretó a Petronio, Moby Dick, en el papel del timonel Starbuck y 55 días en Pekín en la que representó al general manchú de la dinastía Qing Jung-Lu, durante el levantamiento de los bóxers.

## Servicio militar
Ante la inminencia de la guerra, Genn se alistó en la Reserva de Oficiales de Emergencia en 1938, fue comisionado en la Real Artillería el 6 de julio de 1940  y ascendido a teniente coronel en 1943. En 1944, el actor obtuvo permiso oficial para interpretar a Carlos I d'Albret, Condestable de Francia, en Enrique V, de Laurence Olivier.
Genn fue condecorado con la Croix de Guerre en 1945. Formó parte de la unidad británica que investigó los crímenes de guerra en el campo de concentración de Belsen y más tarde fue fiscal adjunto en los juicios por crímenes de guerra de Belsen en Lüneburg (Alemania).

## Muerte
Falleció en Londres el 26 de enero de 1978, a los 72 años de edad. La causa del fallecimiento fue de un ataque al corazón, provocado por complicaciones de una neumonía.
Está enterrado en el cementerio de Etretat, Seine-Maritime, Francia.

## Premios y distinciones
Premios Óscar
| Año  | Categoría              | Película   | Resultado |
| ---- | ---------------------- | ---------- | --------- |
| 1952 | Mejor Actor de Reparto | Quo vadis? | Nominado  |